# Ryttarens torvströfabrik
Ryttarens torvströfabrik är ett industriminne vid Kättilstorp i Yllestads socken i Västergötland. Fabriken är byggnadsminne sedan 2012.
Torvströaktiebolaget Ryttaren grundades 1906 av agronomen Nils Hartelius på gården Grimstorp och fabriken invid järnvägen mellan Falköping och Nässjö byggdes samma år för att pressa torv från Ryttarens mosse. Torvströet användes främst i djurstallar, torrklosetter och som emballage för frukt. Fabriken hade tre pressar med en årlig produktionskapacitet av 75 000 balar. Vid högsäsong sysselsattes upp till 200 personer vid fabriken och ute på mossen. Förmannen Notarius Karlsson var driftschef från starten till sin pensionering 1938. 
Fabriken köptes av Hasselfors Bruks AB 1964 för att tillverka torv för trädgårdsodling. Brytning på Ljunghemsmossen upphörde 1996 och torvtillverkningen slutade 1997.
Ryttarens torvströfabrik är idag en bevarad produktionsmiljö från tidigt 1900-tal med fabrik, maskinhus, arbetarbostäder med ekonomibyggnader, sågverk och torvmossar. Det finns också en fungerande Decauville-järnväg med 600 mm spårvidd, med lok och vagnar. Bannätet var som störst 1953–1985 11,5 kilometer långt och är idag drygt tre kilometer.
Ryttarens torvströfabrik sköts numera av den år 1999 bildade Föreningen Ryttarens torvströfabrik. Den utsågs år 2004 till Årets industriminne av Svenska Industriminnesföreningen.